# Vailhan

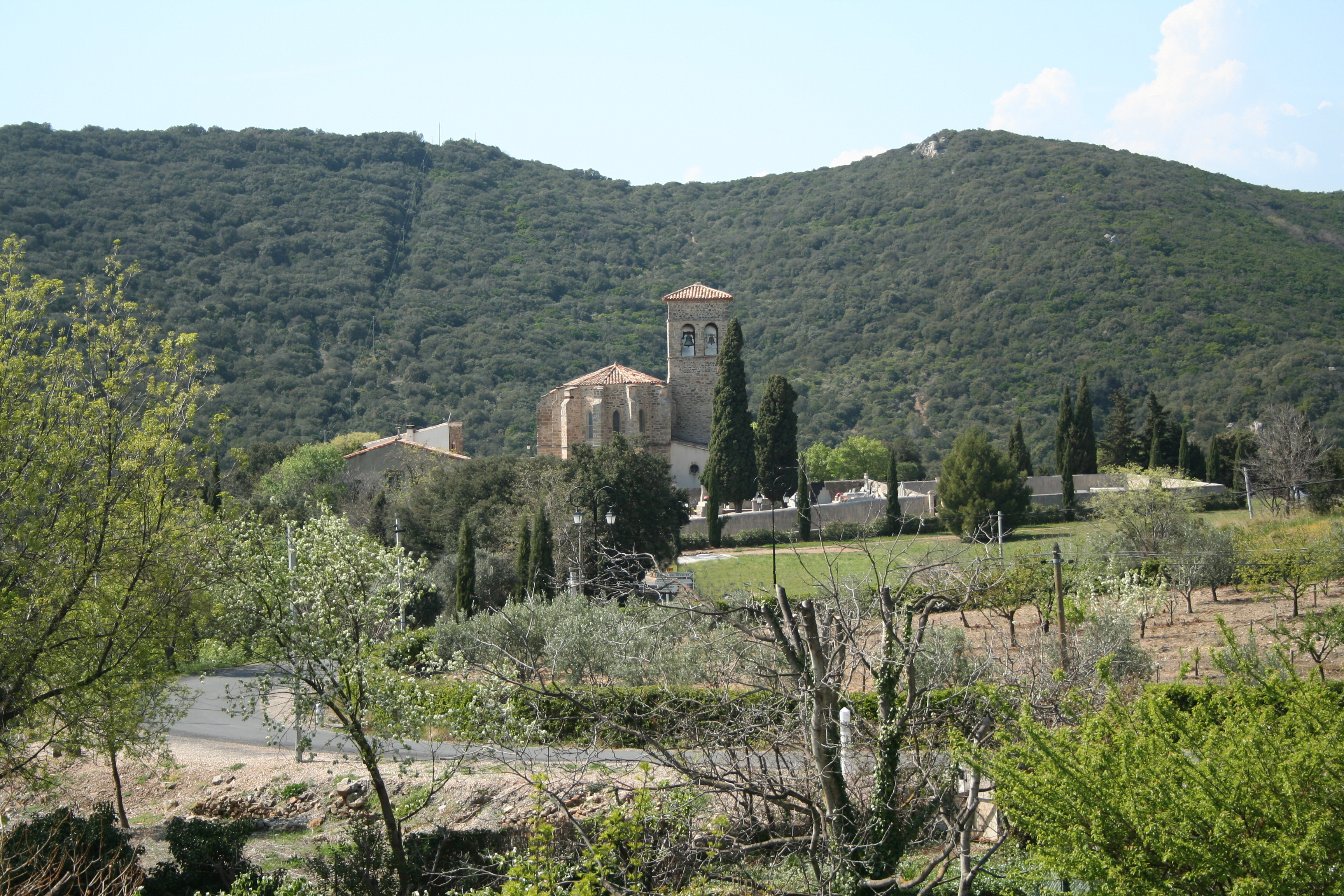
Kościół w Vailhan, 2007

Vailhan – miejscowość i gmina we Francji, w regionie Oksytania, w departamencie Hérault.
Według danych na rok 1990 gminę zamieszkiwały 132 osoby, a gęstość zaludnienia wynosiła 12 osób/km² (wśród 1545 gmin Langwedocji-Roussillon Vailhan plasuje się na 771. miejscu pod względem liczby ludności, natomiast pod względem powierzchni na miejscu 699.).

## Populacja

Populacja Vailhan w latach 1962-2008